# Молодецьке (Калінінградська область)
Молодецьке (рос. Молодецкое) — селище Гур'євського міського округу, Калінінградської області Росії. Входить до складу Низовського сільського поселення.
Населення —  64 особи (2015 рік). 

## Населення
| 2002 | 2010 |
| ---- | ---- |
| 37   | ↗64  |